# Pițigoi de brădet
Pițigoiul de brădet (Periparus ater, sin. Parus ater) este o pasăre sedentară montană din familia paridelor, larg răspândită în pădurile de conifere din Europa, Africa de Nord și Asia. Preferă pădurile de conifere de la altitudini mai mari, mai ales cele de molid. Se întâlnește și în pădurile mixte sau de foioase. În Caucaz, în sudul Europei și în nordul Africii trăiește în păduri de fag, de gorun, sau de stejar. În părțile de sud ale arealului este o pasăre sedentară, iar în nordul arealului poate fi migratoare. În timpul toamnei și iernii, hoinărește, coborând la altitudini mai joase și poate ajunge până în regiunile de câmpie. În timpul vagabondajului poate fi văzut în stoluri mixte, alături de alte specii de pițigoi. Apare regulat și la hrănitoarele de păsări. În România este întâlnit în zona de deal și în zonele montane din Carpați, unde cuibărește în păduri de conifere, naturale sau plantate; mai rar apare în păduri mixte sau de foioase. În România cuibăresc 1.000.000-2.000.000 de perechi. În Republica Moldova este întâlnită rar iarna sau toamnă în timpul vagabondajului. Este cel mai mic pițigoi din Europa. Are o lungime de 10-12 cm și o greutate de 7,2-12 g. Atinge în libertate longevitatea maximă de 9 ani și 5 luni. Sexele sunt asemănătoare și nu se pot diferenția după penaj. Capul și ceafa de culoare neagră cu reflexe albăstrui, pe ceafă o pată albă. Obrajii și părțile laterale ale gâtului sunt albe. Spatele albăstrui-cenușiu, cu o nuanță brun-măslinie pe târtiță și tectricele supracaudale. Coada este brun-cenușie. Aripile sunt brun-cenușii cu două rânduri transversale de pete albe. Bărbia și partea inferioară a gâtului sunt negre. Gușa, pieptul și abdomenul sunt albe, cu flancurile brun-gălbui. Hrana este formată din insecte, semințe, în special de conifere. Caută insecte, păianjeni și semințe în coroana copacilor, la înălțimi mari. Când găsește hrană în cantități mari, își face provizii, pe care le ascunde și le consumă mai târziu. Este o specie monogamă. Cuibul este construit în aprilie de către femelă și este amplasat în scorbura unui arbore, într-o crăpătură dintr-un perete stâncos, în cavitățile din sol sau într-o gaură existentă într-un perete de pământ. Uneori sapă singur găuri în copacii putreziți. Acceptă și locurile de cuibărit din preajma omului, precum streașina cabanelor montane. Cuibul în formă de cupă este construit din mușchi, pânză de păianjeni, frunze, interiorul este căptușit cu puf vegetal, puf de pasăre și păr de animale. De obicei depune două ponte într-un sezon de reproducere. Prima pontă o depune spre sfârșitul lui aprilie - începutul lui mai, în funcție de altitudine, fiind formată din 7-9 ouă, rareori mai multe. Ouăle sunt albe cu pete roșcate ruginii. Perioada de incubație este de 14-18 zile, fiind asigurată numai de femelă care este hrănită la cuib de mascul ce păzește în același timp și teritoriul cuibului. După eclozare, puii sunt hrăniți la cuib de ambii părinți timp de 16-20 zile. În primele zile femela acoperă sub aripi puii, care-și deschid ochii după 7-8 zile de la apariție. Puii, după părăsirea cuibului, mai sunt hrăniți de părinți încă 12-14 zile. Sunt recunoscute 21 de subspecii. În România cuibărește subspecia nominată Periparus ater ater.

## Denumiri
Denumirea latină Parus ater a acestei specii, provine din cuvintele latine parus = pițigoi + ater = negru, de culoare neagră, iar cea de Periparus provine din cuvântul grecesc peri = aproape + cuvântul latin parus = pițigoi.
În limba română această specie se numește pițigoi de brădet, pițigoi mic, pițigoi negru, pițigoi puturos, pițigoi de scoarță, pițigane mică.

## Taxonomia
Denumirea latină a acestei specii Parus ater a fost dată de Linnaeus în 1758 (terra typica Suedia). Specia hibridizează cu pițigoiul de munte (Poecile montanus), pițigoiul moțat (Lophophanes cristatus) și pițigoiul mare (Parus major). Există variații geografice, locale și individuale însemnate, dar subspeciile intergradează în anumite părți ale arealului.
Subspecia pinicolus (din Scoția) este sinonimizată cu subspecia britannicus. Subspeciile abietum (din vestul și centrul Europei continentale), rossosibiricus (din vestul Siberiei) și amurensis (din Priamurie) sunt incluse în subspecia nominată, deși uneori sunt considerate subspecii valide. Subspeciile gaddi (din sud-estul Azerbaidjanului și nordul Iranului) și chorassanicus (din Turkmenistan și nord-estul Iranului) sunt incluse în subspecia phaeonotus. Probabil este necesară revizuirea ulterioară a subspeciilor din vestul Asiei.

### Subspecii și distribuție

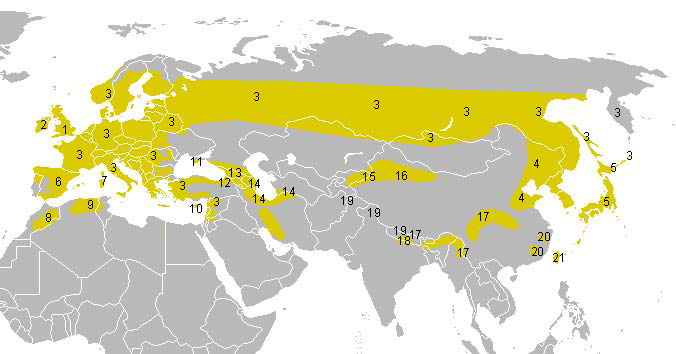
Distribuția subspeciilor
1. Periparus ater britannicus
2. Periparus ater hibernicus
3. Periparus ater ater
4. Periparus ater pekinensis
5. Periparus ater insularis
6. Periparus ater vieirae
7. Periparus ater sardus
8. Periparus ater atlas
9. Periparus ater ledouci
10. Periparus ater cypriotes
11. Periparus ater moltchanovi
12. Periparus ater derjugini
13. Periparus ater michalowskii
14. Periparus ater phaeonotus
15. Periparus ater rufipectus
16. Periparus ater eckodedicatus
17. Periparus ater aemodius
18. Periparus ater martensi
19. Periparus ater melanolophus
20. Periparus ater kuatunensis
21. Periparus ater ptilosus

Douăzeci și unu de subspecii sunt recunoscute:
- Periparus ater ater (Linnaeus, 1758) - pițigoiul de brădet eurasiatic - subspecia nominată - în nordul, centrul și estul Europei, vestul și sudul Asiei Mici, nord-estul Siriei și Liban și în Siberia, spre est până în Kamceatka (inclusiv în insulele Sahalin și Kurile) și spre sud până în Altai, nordul Mongoliei, nord-estul Chinei (la est până în estul provinciei Liaoning) și Coreea.
- Periparus ater pekinensis (J. P. Verreaux, 1868) - în estul Chinei (sudul provinciei Liaoning, spre sud până în nordul provinciei Shanxi, în Hebei și Shandong).
- Periparus ater insularis (Hellmayr, 1902) - în sudul insulelor Kurile și Japonia.
- Periparus ater vieirae (Nicholson, 1906) - în Peninsula Iberică.
- Periparus ater sardus (O. Kleinschmidt, 1903) - în Corsica și Sardinia.
- Periparus ater britannicus (Sharpe & Dresser, 1871) - pițigoiul de brădet britanic - în Marea Britanie și nord-estul extrem al Irlandei.
- Periparus ater hibernicus (W. Ingram, 1910) - în Irlanda.
- Periparus ater atlas (Meade-Waldo, 1901) - în Maroc.
- Periparus ater ledouci (Malherbe, 1845) - pițigoiul de brădet maghrebian - în nordul Algeriei și nord-vestul Tunisiei.
- Periparus ater cypriotes (Guillemard, 1888) - pițigoiul de brădet cipriot - în Cipru.
- Periparus ater moltchanovi (Menzbier, 1903) - în sudul Crimeii.
- Periparus ater derjugini Zarudny & Loudon, 1903 - în sud-vestul Caucazului, spre sud până în nord-estul Turciei.
- Periparus ater michalowskii (Bogdanov, 1879) - în Caucaz (cu excepția sud-vestului) și centrul și estul Transcaucaziei.
- Periparus ater phaeonotus (Blanford, 1873) - pițigoiul de brădet caucazian - în sud-estul Azerbaidjanului, nordul Iranului și sud-vestul Turkmenistanului; probabil doar oaspete de iarnă în munții Zagros (sud-vestul Iranului), unde nu a mai fost observat de la începutul secolului XX.
- Periparus ater rufipectus (Severtsov, 1873) - în centrul și estul Tian-Șanului din sud-estul extrem al Kazahstanului și din Kârgâzstan spre est până în nord-vestul extrem al Chinei (în vestul regiunii autonome Xinjiang).
- Periparus ater eckodedicatus (Martens et al., 2006) - în centrul Chinei (nord-vestul provinciei Yunnan, în Sichuan și Gansu).
- Periparus ater aemodius (Blyth, 1845) - pițigoiul de brădet himalaian - în estul Himalaiei (din centrul Nepalului), centrul Chinei (din sudul provinciei Shaanxi spre sud până în sudul Xizangului) și nordul și estul Myanmarului.
- Periparus ater martensi (Eck, 1998) - în valea Kali Gandaki, din centrul Nepalului.
- Periparus ater melanolophus Vigors, 1831 - pițigoiul cu aripi pestrițe - în estul Afganistanului, nord-vestul Pakistanului și Himalaia, spre est până în partea vest-centrală a Nepalului. Subspecia melanolophus este distinctă și adesea este considerată ca o specie separată, care se deosebește de toate celelalte subspecii prin abdomenul său cenușiu-închis, flancurile castanii, dar dovezile moleculare, vocea și comportamentul indică faptul că este conspecifică; sunt necesare studii suplimentare.
- Periparus ater kuatunensis (La Touche, 1923) - în sud-estul Chinei (sudul provinciei Anhui, spre sud până în nord-vestul provinciei Fujian).
- Periparus ater ptilosus (Ogilvie-Grant, 1912) - pițigoiul de brădet chinez - în Taivan.

În România cuibărește subspecia nominată Periparus ater ater, care este răspândită în pădurile montane de amestec și conifere, ajungând până în zona jneapănului. În timpul toamnei și iernii, în vagabondajul său, poate ajunge până în regiunile de câmpie.
În Republica Moldova pițigoiul de brădet este întâlnită rar iarna sau toamnă în timpul vagabondajului, dar nu în fiecare an. Specia a fost observată în Moldova în 1912 de Osterman. Un exemplar este păstrat în Muzeul Național de Etnografie și Istorie Naturală din Chișinău. Au fost văzute cârduri în nordul Moldovei la 3 decembrie 1957 în pădurea din Tabani. Pe 19 noiembrie 1958 în pădurea din Balatina a fost observat un cârd mixt, în care erau și pițigoi mari și pițigoi albaștri. Au fost văzute cârduri mici și în plantațiile de conifere din parcurile din Chișinău în timpul iernii. Un pițigoi de brădet a fost văzut în miezul iernii în Chișinău de Vitalie Ajder în februarie 2017.

## Descrierea

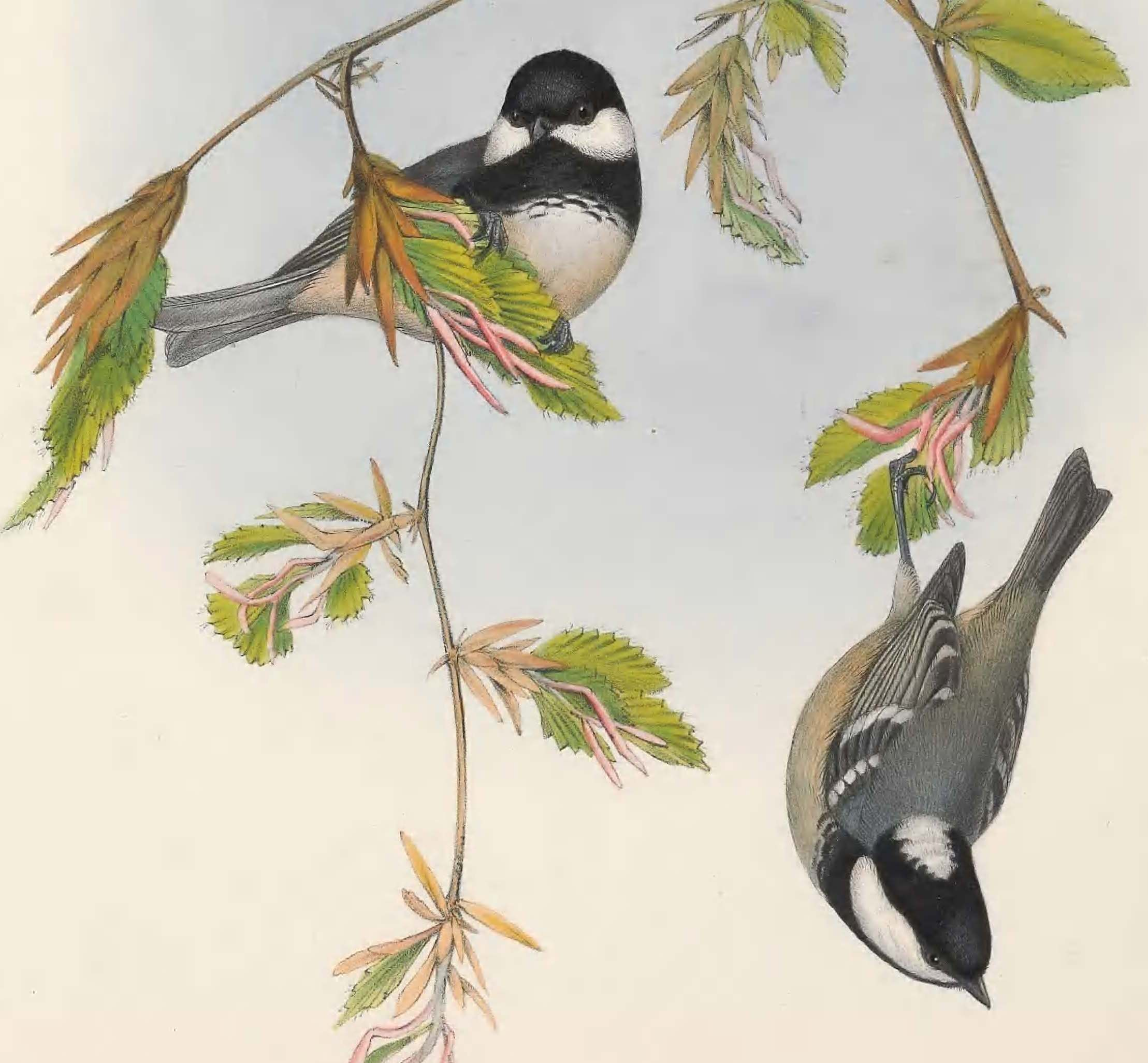
Pițigoiul de brădet după John Gould (1873).

Este un pițigoi mic, cu ciocul subțire, creștetul negru (unele subspecii sunt moțate), părțile superioare surii și cu două dungi transversale pe aripă. Are o lungime de 10-12 cm, și o greutate de7,2-12 g. Sexele nediferențiabile după penaj.

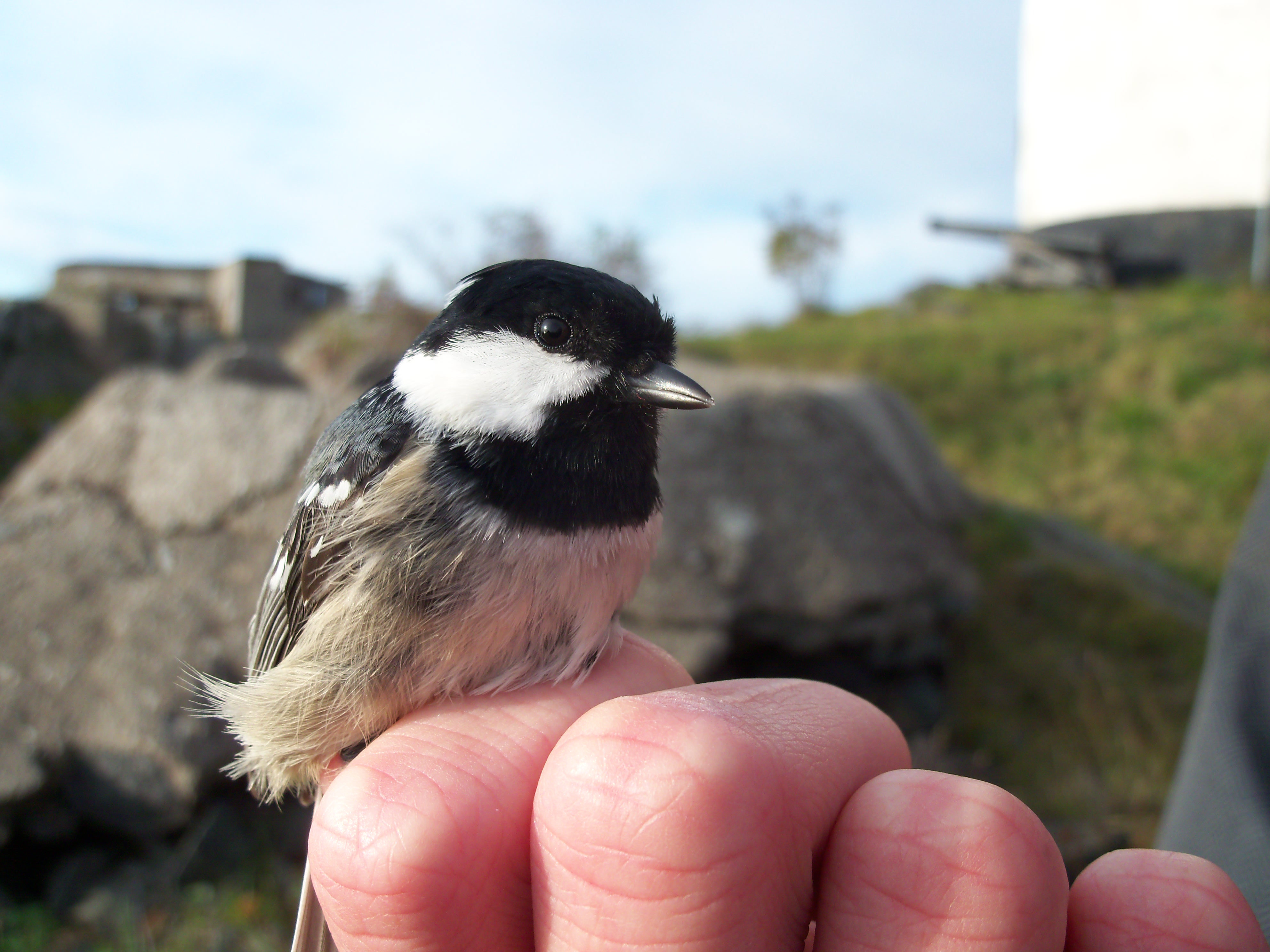
Pițigoiul de brădet în mână

Masculul subspeciei nominate are fruntea până la creștet (inclusiv și laturile creștetului, în jos până la ochi) și ceafa negre, cu o nuanță albăstruie. În Balcani, vestul Turciei și în sud-estul extrem al Rusiei și Sahalin, poate avea penele de pe partea posterioară a capului prelungite într-un moț mic, scurt, dințat. Pe ceafă se află o pată nucală mare albă. Obrajii și tectrice auriculare sunt albe. Părțile superioare cenușiu-albăstrui închis, câteodată spălăcite verde-măslinii (cenușiu-albăstrui ușor mai deschise în Rusia, spre est până la lacul Baikal), cu o ușoară nuanță brun-măslinie, nuanța este mai pronunțat brună sau măslinie pe târtiță și tectricele supracaudale. Coada destul de scurtă, brun-cenușiu închisă sau cenușiu-negricioasă, toate penele sunt tivite îngust cu o culoare mai deschisă sau măsliniu-surie. Tectricele supraalare cenușiu-negricioasă, tivite lat cu cenușiu-albăstrui, vârfurile supraalarelor mijlocii și mari sunt albe, alula și tectricele primare negricioase, acestea din urmă sunt tivite îngust cu cenușiu-albăstrui (în penajul proaspăt). Remigele aripilor brun-cenușii sau cenușii-negricioase, remigele terțiare tivite îngust pe margini cu cenușiu și lat tivite pe vârfuri cu alb,  remigele secundare și primare tivite îngust cu cenușiu sau cenușiu-măsliniu, remigele secundare interne tivite îngust pe vârfuri cu alb. Bărbia și partea inferioară a gâtului (inclusiv laturile gâtului) până la laturile părții superioare a pieptului sunt negre, pieptul și abdomenul albe, flancurile până la regiunea anală și tectricele subcodale sunt cenușii sau brun-gălbui deschis. Tectricele axilare și subalare alb-gălbui deschis. Irisul brun sau brun închis. Ciocul negru, cu laturile mai deschise, cenușii. Picioarele cenușiu-plumburii sau cenușiu-albăstrui închis.

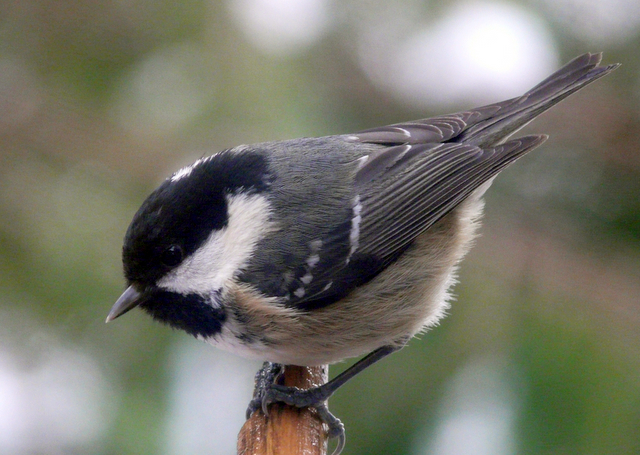
Pițigoiul de brădet

La masculul subspeciei nominate în penajul uzat, penele petei nucale albe pot avea niște baze întunecate, părțile superioare sunt mai spălăcite sau cenușiu-albăstrui mai închise, marginile și vârfurile palide ale tectricelor alare sunt erodate și mai cenușii, marginile remigelor aripilor sunt uzate sau erodate, obrajii mai spălăciți, părțile inferioare de asemenea spălăcite, pieptul și abdomenul alb murdare și flancurile până la regiunea anală brun-gălbui-cenușii.

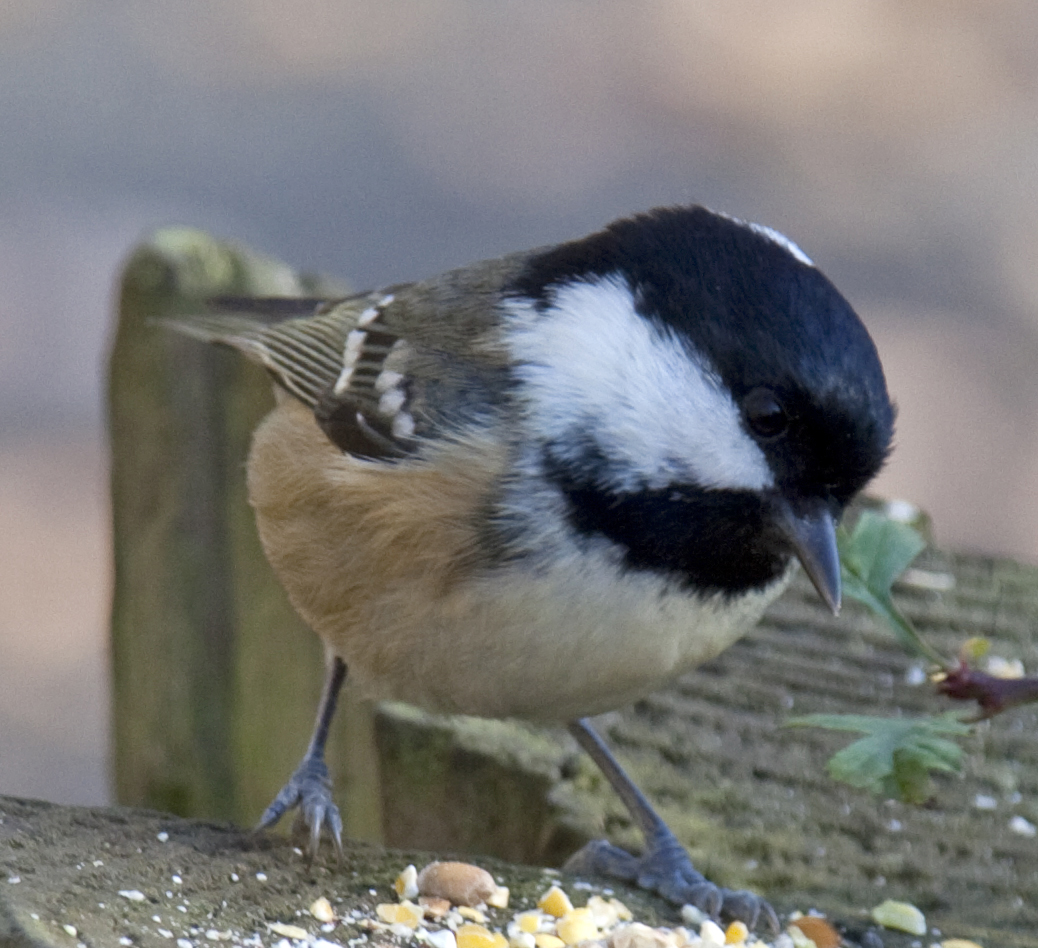
Pițigoiul de brădet pe un buştean

Femela este asemănătoare cu masculul, dar are creștetul mai puțin lucios, mantaua și penele scapulare cu o nuanță mai verzuie, tectricele alare mai spălăcite sau cu marginile mai cenușii, bărbia până la partea superioară a pieptului negru-brunii.
Femela are în perioada de vară "zona de clocit" cu foarte puțini fulgi, situație asemănătoare cu cea de la lăstunul de mal (Riparia riparia).
Juvenilul este asemănător cu adultul, dar creștetul și ceafa sunt cenușiu-fuliginoase, pata nucală mai mică și mai alb-gălbuie, părțile superioare cenușiu-închise cu o nuanță brunie sau măsliniu-verzuie, tectricele supraalare mijlocii și mari cu marginile cenușiu-închise și vârfurile alb-murdare, remigele aripilor ca la adult sau cu marginile verzui sau măslinii, obrajii cu o nuanță galben-deschisă, bărbia până la piept brun închisă sau mai cenușie, restul părților inferioare gălbui, cu excepția flancurilor și tectricelor subcodale brun-gălbui deschise.
Subspeciile se deosebesc în principal prin intensitatea și nuanța coloritului penajului:
- subspecia melanolophus  este o subspecie deosebită și adesea este considerată ca o specie separată, care se deosebește de toate celelalte subspecii prin abdomenul său cenușiu-închis, flancurile castanii (brun-roșcat închise) și regiunea anală brun-gălbuie, dar dovezile moleculare, vocea și comportamentul indică faptul că este conspecifică; sunt necesare studii suplimentare.

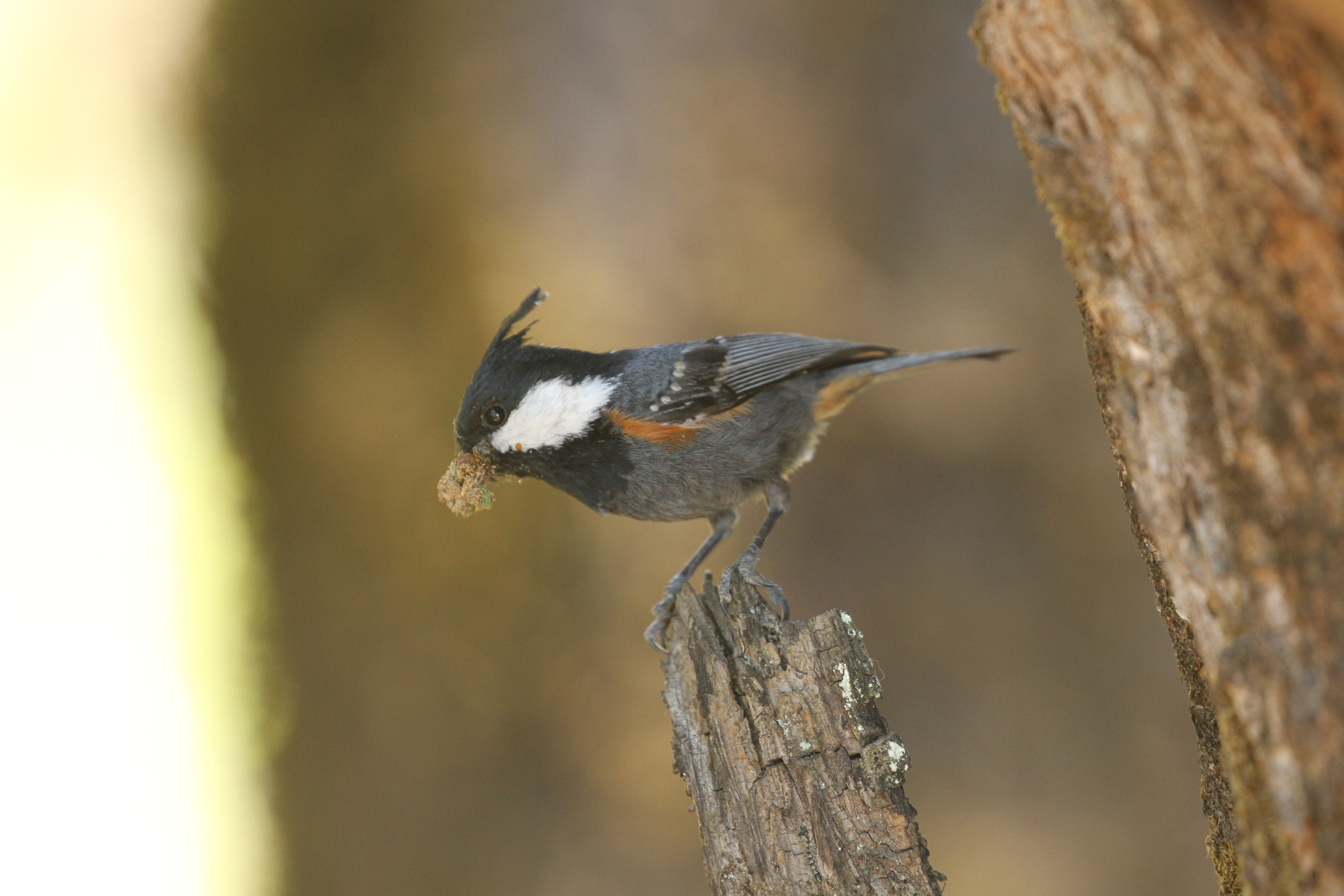
Subspecia melanolophus

- subspecia britannicus  este asemănătoare cu subspecia nominată, dar în penajul proaspăt obrajii, tectricele auriculare și pată nucală sunt alb-gălbui, părțile superioare măsliniu-cenușii sau brun-gălbui-măslinii și mai puțin albăstrui, marginile remigelor și rectricelor măslinii (vârful este alb numai pe remigele terțiare superioară), baveta (bărbia și partea inferioară a gâtului) mai puțin extinsă, flancurile până la regiunea anală și tectricele subcodale palide, brun-roșcat-gălbui sau brun-gălbui (mai palide când sunt uzate); în Scoția au părțile superioare cenușiu-măslinii și flancurile până la tectricele subcodale galben-brunii (subspecia pinicolus);
- subspecia hibernicus  se aseamănă cu subspecia britannicus , dar are părțile superioare spălăcite, măsliniu-verzui (mai puțin brun-gălbui), obraji, tectricele auriculare, pata nucală și părțile inferioare galben-deschise (mai albe când sunt uzate), flancurile și tectricele subcodale brun-gălbui strălucitoare, baveta la femele mai mică;
- subspecia vieirae  este asemănătoare cu subspecia nominată, dar părțile superioare au o nuanță brun-măslinie, flancurile sunt brun-gălbui, juvenilul are baveta brun-fuliginoasă mai mare;
- subspecia sardus  este la fel ca cea nominată, dar părțile superioare au o nuanță brun-măslinie în penajul neuzat (mai puțin brun-măslinie decât subspecia vieirae), flancurile până la tectricele subcodale brun-gălbui deschise;
- subspecia atlas  este asemănătoare cu subspecia nominată, dar părțile superioare sunt spălăcite, verde-cenușii, obrajii, tectricele auriculare și pata nucală alb-gălbui, baveta puțin mai extinsă decât la alte subspecii (ajungând la partea superioară a pieptului), partea inferioară a pieptului și centrul abdomenului alb-gălbui, flancurile cenușiu-gălbui închis;
- subspecia ledouci  se aseamănă cu subspecia atlas , dar are părțile superioare verzi cu o nuanță măsliniu-cenușie (puțin mai spălăcită și cenușie la femelă), obrajii, tectricele auriculare, pata nucală, partea inferioară a pieptului și abdomenul cu o nuanță galben-deschisă, flancurile cenușiu-măslinii;

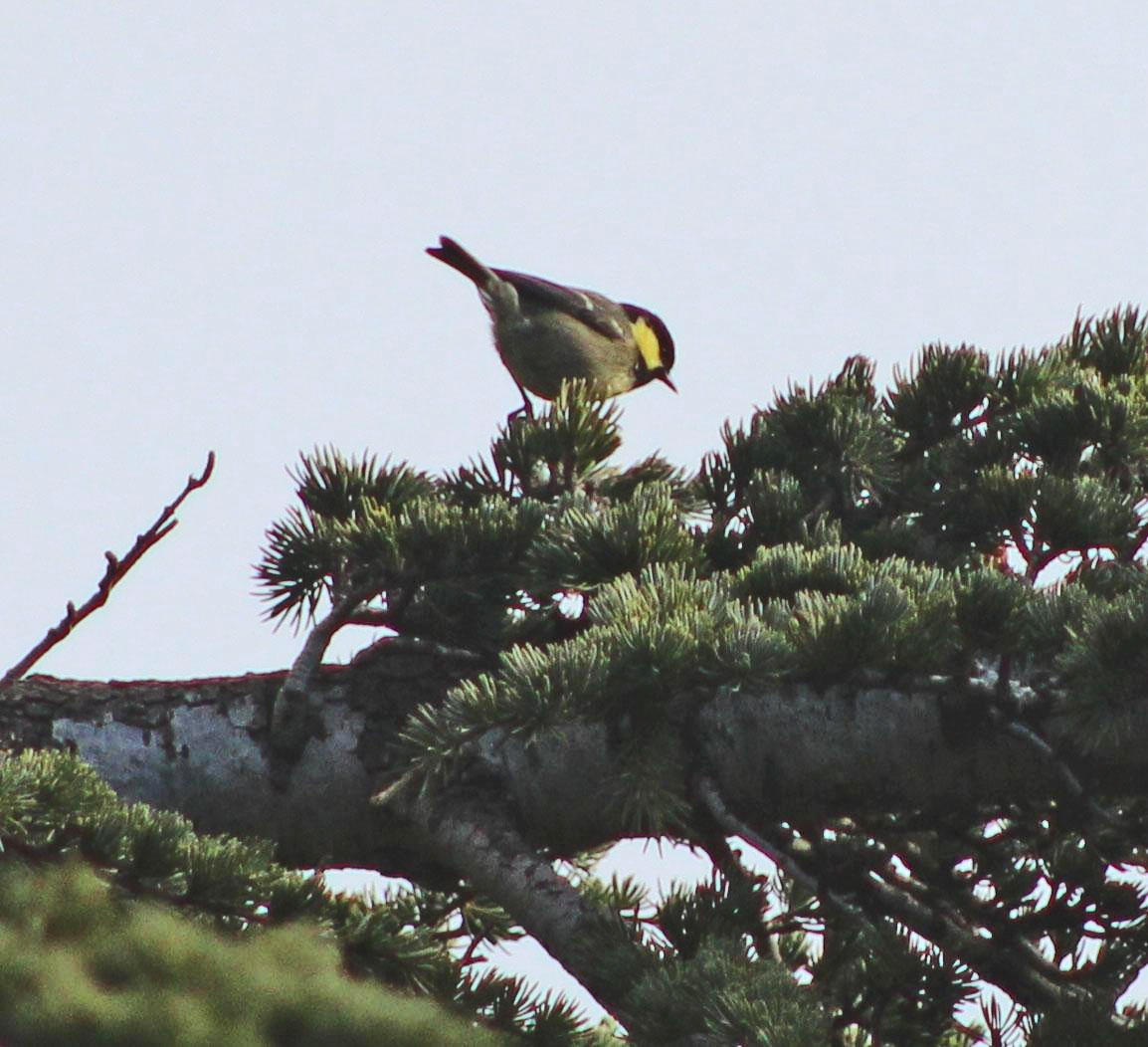
Subspecia ledouci

- subspecia moltchanovi  este asemănătoare cu subspecia nominată, dar are ciocul puțin mai mare, mantaua ușor mai palidă, cenușiu-albastruie, părțile inferioare de asemenea mai palide, abdomenul, flancurile și tectricele subcodale albicioase;
- subspecia cypriotes  are negrul de pe cap mai extins, ajungând la mantaua superioară, pata albă de pe față mai redusă, părțile superioare brun-închise, varfurile supraalarelor mijlocii brun-gălbui strălucitoare, marginile remigelor si rectricelor brunii, baveta este mai mare și se extinde spre centrul pieptului, pieptul până la centrul abdomenului este palid, gălbui-rozaceu, flancurile și partea posterioară a abdomenului brun-roșcate;
- subspecia derjugini  are aripa și ciocul mai lungi decât subspecia nominată, mantaua ușor mai brunie sau cenușie cu o ușoară nuanță măslinie, flancurile până la tectricele subcodale brun-roșcate sau mai cenușii;
- subspecia michalowskii  este asemănătoare cu subspecia nominată, dar mantaua și penele scapulare sunt mai palide, brun-măslinii, iar flancurile până la tectricele subcodale au o nuanță brun-gălbui deschisă;
- subspecia gaddi  se aseamănă cu subspecia michalowskii , dar mantaua și penele scapulare sunt mai brun-închise, iar flancurile până la tectricele subcodale au o nuanță mai închisă brun-gălbuie;
- subspecia chorassanicus  se aseamănă cu subspecia gaddi , dar mantaua este mai cenușiu deschisă cu o nuanță brun-nisipie;
- subspecia phaeonotus  este, de asemenea, asemănătoare cu subspecia gaddi , dar mai întunecată sau mai brun-gălbuie deasupra, și are părțile inferioare mai deschise, flancurile până la tectricele subcodale brun-gălbui;
- subspecia rufipectus  este asemănătoare cu subspecia nominată, dar are un moț negru scurt erect, mantaua mai spălăcită și mai cenușie, vârfurile supraalarelor mijlocii brun-gălbui sau gălbui, vârfurile supraalarelor mari alb-gălbui deschis, mai spălăcite dedesubt, pieptul și abdomenul rozaceu-brun-gălbui deschis, flancurile până la tectricele subcodale brun-gălbui strălucitoare, juvenilul nu are moț, dar are creștetul și baveta mai brunii (baveta are adesea marginea inferioară pătată), obrajii și tectricele auriculare cu o nuanță gălbuie, părțile superioare cu o nuanță mai măslinie;
- subspecia aemodius  este la fel ca subspecia rufipectus , dar are moțul mai lung, părțile inferioare mai palide, pieptul și abdomenul rozaceu-brun-gălbui mult mai deschis;

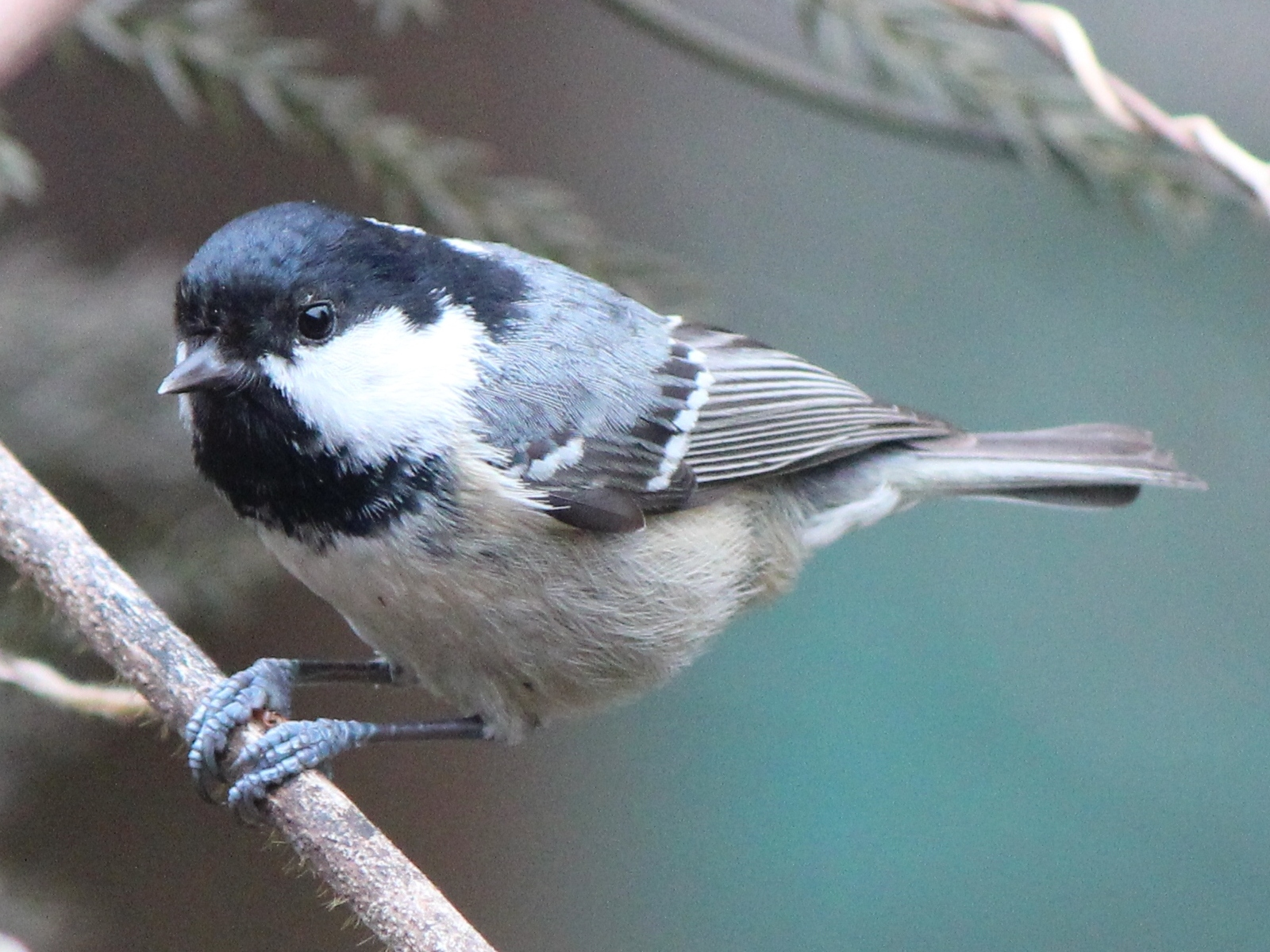
Subspecia insularis

- subspecia martensi  este asemănătoare cu subspecia aemodius , dar este puțin mai mare, are mantaua și spatele mai întunecate, și părțile inferioare mai galben-bruniu-roșcate, cu excepția flancurilor cenușii;
- subspecia pekinensis  se aseamănă cu subspecia nominată, dar are un moț scurt, o nuanță brun-gălbuie pe obraji, tectricele auriculare și pe pata nucală, o nuanță măslinie pe manta, părțile inferioare mai palide cu flancurile mai cenușii;
- subspecia kuatunensis  este asemănătoare cu subspecia pekinensis , dar are moțul mai lung, pata nucală aproape albă, părțile superioare cenușiu-albăstrui cu o ușoară nuanță măslinie pe spate, obrajii cu o nuanță brun-gălbui deschisă și părțile inferioare brun-gălbui-albicioase cu flancurile cenușii;
- subspecia ptilosus  este foarte asemănătoare cu subspecia kuatunensis , dar moțul este mai lung, părțile superioare sunt puțin mai întunecate,  iar părțile inferioare sunt în general mai albe sau mai puțin brun-gălbui;
- subspecia insularis  se aseamănă cu subspecia nominată, dar vârfurile supraalarelor mijlocii sunt brun-gălbui și părțile inferioare mai palide, mai alb-gălbui sau brun-gălbui.

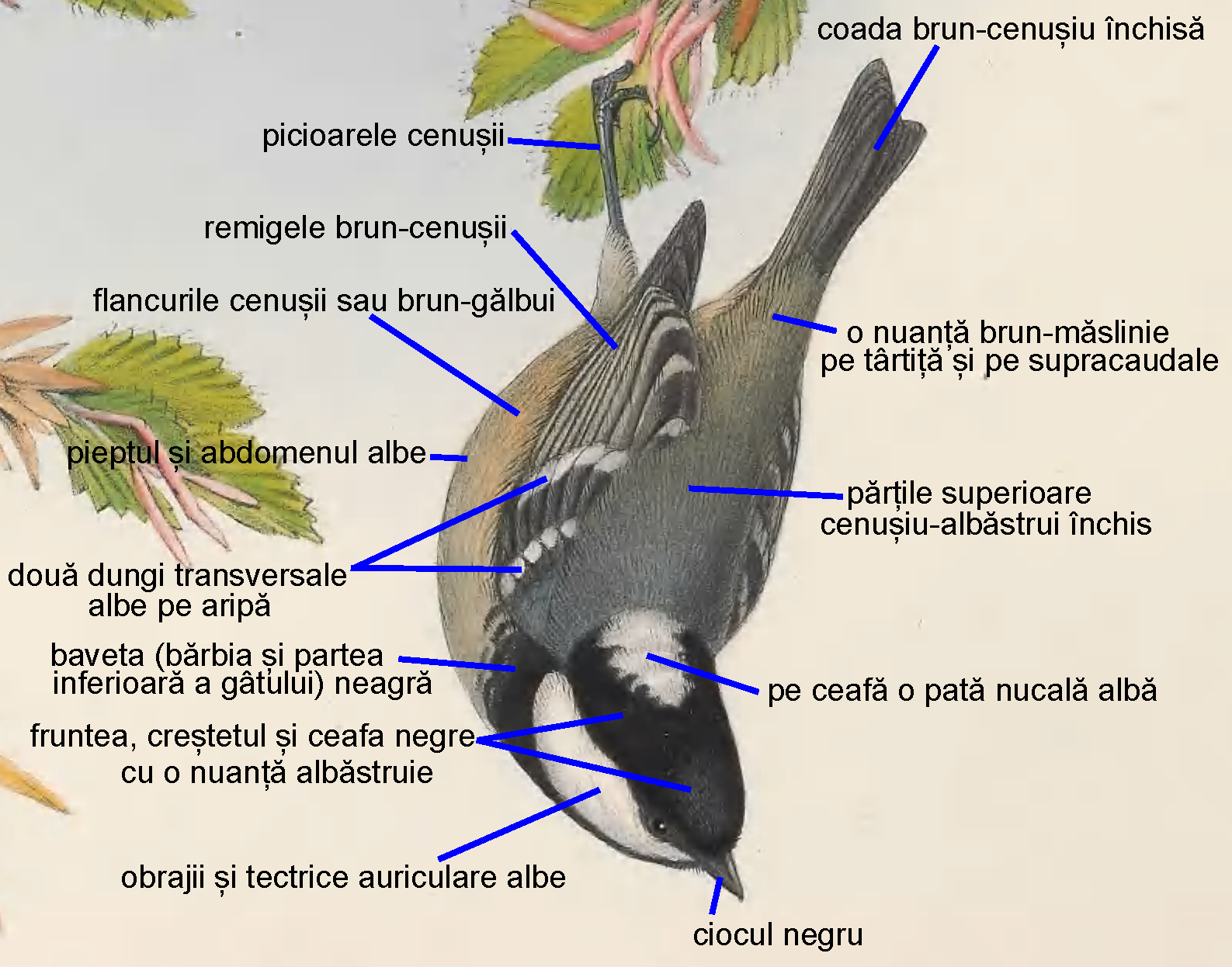
Pițigoiul de brădet (subspecia nominată Periparus ater ater) după John Gould (1873).

## Habitatul

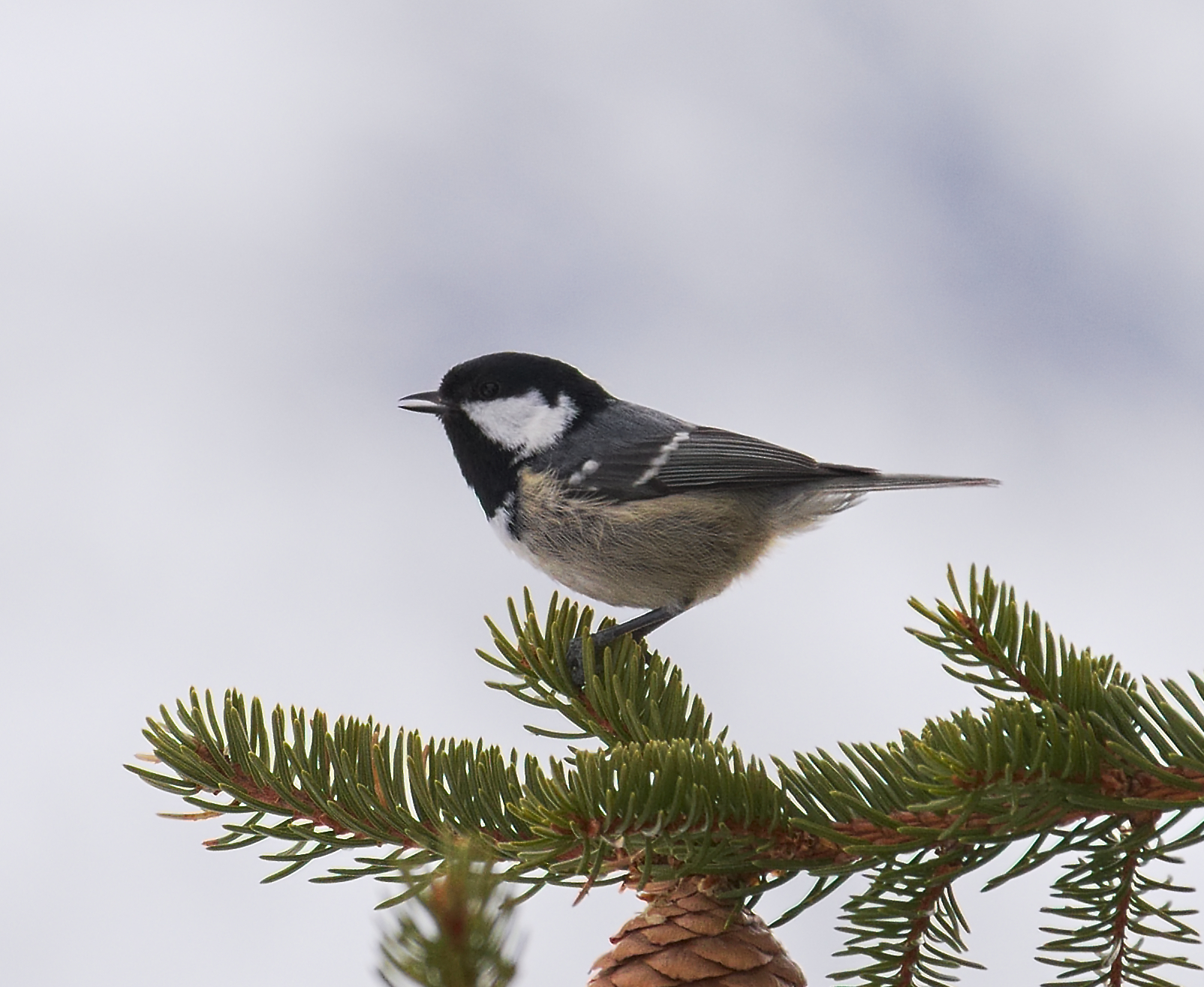
Pițigoiul de brădet în habitatul său

Locuiește în păduri de conifere, mai ales (în unele părți ale ale arealului aproape exclusiv) în cele de molid (Picea), de asemenea și în păduri mixte, adesea dominate de mesteacăn (Betula), pin (Pinus) și zadă (Larix) în Siberia. În sudul Europei, Caucaz și nord-vestul Iranului se întâlnește în special în pădurile de pin de Alep (Pinus halepensis) sau pin turcesc (Pinus brutia), în pădurile montane de fag (Fagus) și de stejar (Quercus), iar în nord-vestul Africii în principal în pădurile de ienupăr (Juniperus), cedru (Cedrus) și stejar, inclusiv în cele de stejar verde (Quercus ilex), stejar de plută (Quercus suber) și stejar portughez (Quercus faginea), de asemenea  în pădurile de laur (Ilex), pini și tuia algeriană (Tetraclinis articulata). În Iran se întâlnește în unele locuri în pădurile de mare altitudine de ienupăr. În Asia Centrală, Himalaia și nordul Chinei locuiește în pădurile de molid, brad (Abies), tsuga (Tsuga) și mesteacăn și în ienuperi pitici deasupra limitei superioare a pădurilor montane, dar în sud-centrul Chinei mai des în pădurile de pini. În Europa se întâlnește adesea în plantațiile de conifere și în zonele urbane și suburbane cu un număr mic de conifere.
În afara sezonului de reproducere se întâlnește adesea în habitate similare, dar frecvent și în pădurile de foioase, parcuri și grădini.
Cuibărește în cea mai mare parte din palearcticul occidental de la nivelul mării până la circa 1800 m altitudine, în mod excepțional până la 2050 m, dar numai peste 500 m în Caucaz și peste 1250 m în sudul Bulgariei, iar în nord-vestul Africii la altitudini de 1000-2500 m în Atlasul Mijlociu și Atlasul Înalt (Maroc); în nordul Iranului se întâlnește la altitudini de 1220-2135 m; 2440-4000 m în nord-estul subcontinentului indian (excepțional, până la 4250 m în Nepal), 2745-3445 m în nordul Myanmarului, 1220-2745 m în nord-vestul Chinei, 2100-4570 m în sud-vestul Chinei și 800-1800 m în nord-estul Chinei și Coreea; în Japonia mai ales la 600-2550 m, dar se întâlnește mai jos, până la nivelul mării în Hokkaido, iar în Taivan locuiește între 2000 m și 3500 m. În Himalaia, iernează între 1800 m și 3810 m deasupra nivelului mării.
În România este întâlnit din zona de deal până în zonele montane din Carpați, unde cuibărește în toate pădurile de conifere, naturale sau plantate. Preferă pădurile de conifere de la altitudini mai mari, formate din molid (Picea abies), dar dacă acest molid lipsește acceptă și alte specii de conifere. Mai rar apare în păduri mixte sau de foioase, însă cu o densitate mai mică decât în cele de molid. În timpul toamnei și iernii, în vagabondajul său, coboară și în zone mai joase, până în regiunile de câmpie.

## Hrana

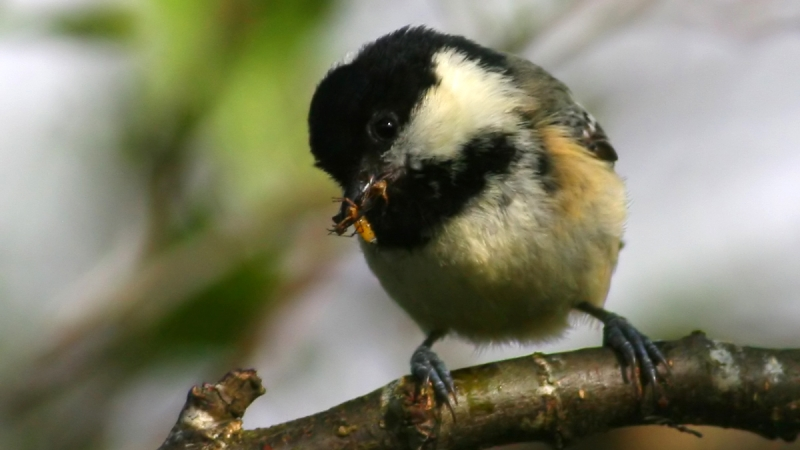
Pițigoiul de brădet cu o insectă în cioc

Este o specie omnivoră. Hrana este formată din insecte, semințe de conifere, alte semințe. Caută insecte, păianjeni și semințe (mai ales de molid) în coroana copacilor, la înălțimi mari. Hrana găsită în cantități mai mari o ascunde și o consumă mai târziu. Apare regulat și la hrănitoarele de păsări.

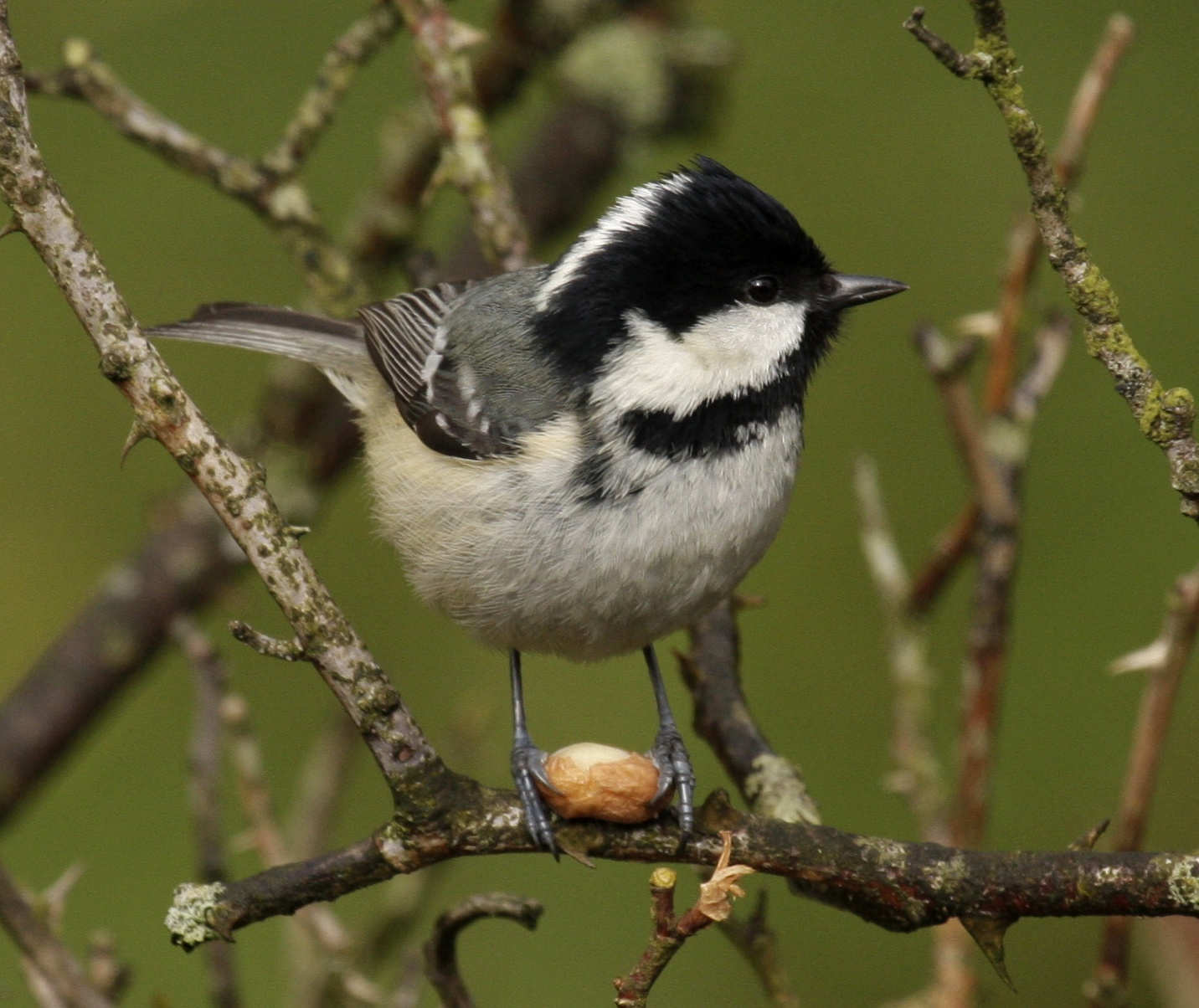
Pițigoiul de brădet ţinând în picioare o sămânţă

Se hrănește cu hemiptere adulte și larvare (Hemiptera), inclusiv cu afide (Aphidoidea), de asemenea cu gândaci (Coleoptera), neuroptere (Neuroptera), muște și țânțari (Diptera), trihoptere (Trichoptera), molii (Lepidoptera), zigoptere (Odonata), cosași (Orthoptera), albine și viespi (Hymenoptera), furnici (Formicidae), păianjenii (Araneae), opilionide (Opiliones), acarieni (Acari), diplopode (Diplopoda), chilopode (Chilopoda), stilomatofore (Stylommatophora), moluște (Mollusca) și râme mici (Oligochaeta).
Consumă și semințe, preferând cele de molid (dar care adesea nu sunt disponibile datorită imprevizibilității recoltei de conuri), dar și de brad, pin, tisă (Taxus), ienupăr, zadă, secvoia (Sequoia), chiparos (Chamaecyparis), criptomerie (Cryptomeria), fag, paltin de munte (Acer pseudoplatanus), sorb (Sorbus), carpen (Carpinus), arin (Alnus), mesteacan, nuc (Juglans), stejar. Consumă de asemenea mugurii și mâțișorii de salcie (Salix), alun (Corylus) și de plop (Populus), precum și seva de plop, mesteacăn și arțar (Acer).
Vizitează regulat hrănitoarele de păsări (suspendate sau pe platformă), unde consumă alune, semințe și resturi menajere, a învățat să găurească sau să deschidă capacele sticlelor de lapte pentru a lua frișca laptelui.
Mărimea insectelor prinse este de obicei până la 2-3 mm, excepțional 6-7 mm, dar aduce puilor din cuib omizi de 14 mm. Hrana puilor din cuib este asemănătoare cu cea a adulților, dar cu mai putine semințe. În anii cu număr mare de omizi, acestea pot constitui unica hrană a puilor din cuib, dar în pădurile de pin hrănește puii în principal cu păianjeni și mai puțin cu omizi.

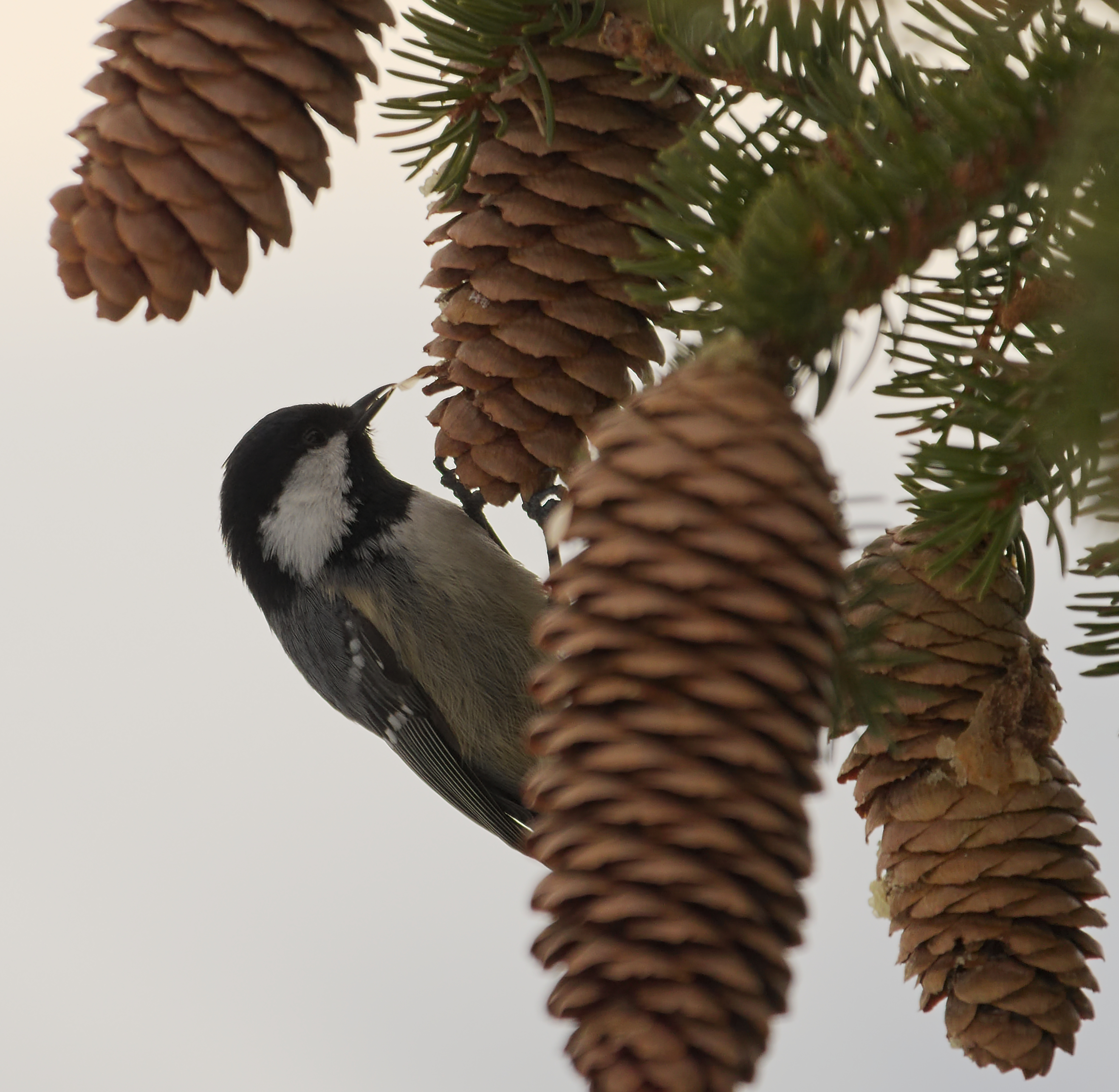
Pițigoiul de brădet hrănindu-se cu semințe de conifere

Semințele și insectele cu cuticulă tare sunt străpunse rapid și repetat cu ciocul pentru a îndepărta coaja externă sau cuticula, înainte ca părțile mai moi să fie consumate sau să  fie depozitate; de asemenea, ține semințele cu piciorul în timp ce rupe stratul lor extern. Își procură hrana activ, cu mișcări acrobatice, mai ales în etajele superioare ale arborilor de conifere, adesea cocoțându-se pe sau agățându-se de conuri și mănunchiurile de ace verticale, în timp ce scoate semințele cu ciocul său subțire, sau planează și zboară pe loc în timp ce culege insectele de pe partea externă a frunzelor. În copacii de foioase adesea examinează crengile, rămurelele și frunzele (inclusiv partea inferioară) pentru a găsi insectele ascunse. Poate urca vertical pe trunchiurile arborilor și urmări în zbor insectele care zboară încet. Adesea caută hrana pe pământ, culegând de obicei semințele căzute și fructele de fag, castan (Castanea) și stejar. În terenurile acoperite de zăpadă poate caută hrana în locurile dezgolite de veverițe și de mistreți.
Își face provizii de hrană, mai ales de semințe de molid sau nevertebrate atunci când semințele de molid nu sunt disponibile, din iunie până în decembrie (probabil și în aprilie), pe care le ascunde în licheni și în crăpăturile scoarței și găurile din partea superioară a arborilor și de la baza tufișurilor sau în găurile din pământ. Proviziile ascunse sunt consumate în condițiile aspre de iarnă, dar în unele părți ale arealului doar o mică parte din hrana de iarnă este formată din alimentele depozitate. În locurile studiate recuperarea alimentelor depozitate a fost variabilă, de la nici un aliment până la regăsirea întâmplătoare a lor sau dependența considerabilă de proviziile ascunse, aceasta diferă în funcție de locație și de severitatea iernii.

## Comportamentul

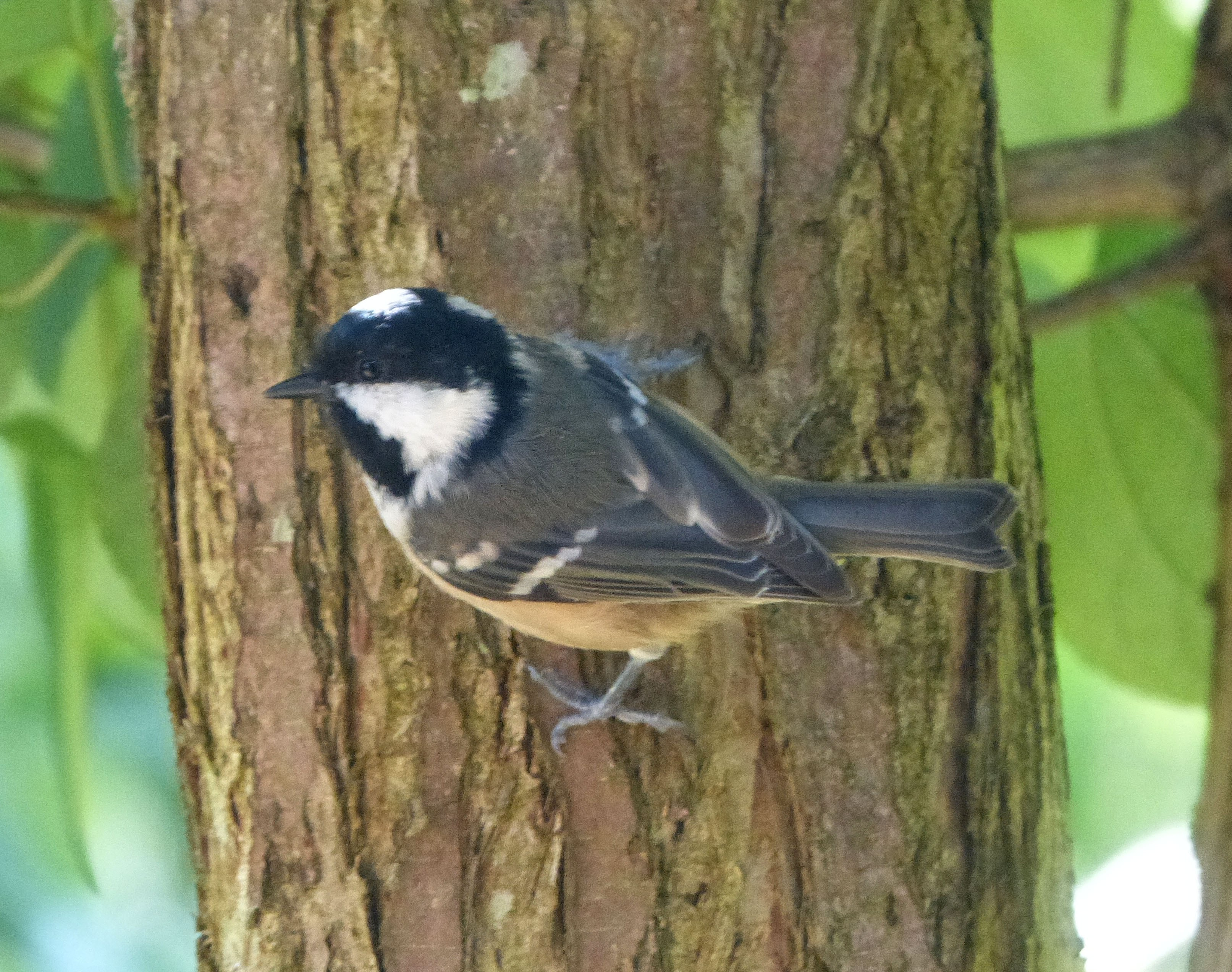
Pițigoiul de brădet agăţat de un trunchi

Este o pasăre vioaie, sprintenă, veșnic în mișcare. Pițigoiul de brădet trăiește singur, în perechi sau în grupuri necompacte de perechi, iar în afara sezonului de reproducere este foarte sociabil și adesea poate fi întâlnit în grupuri destul de mari, de până la 50 de indivizi, excepțional în cârduri de sute sau mii în Siberia. În timpul iernii hoinărește în căutarea hranei, în stoluri mixte împreună cu alte specii, care includ frecvent pițigoiul cu moț cenușiu (Lophophanes dichrous), pițigoiul cu ceafa roșcată (Periparus rufonuchalis), cojoaica de pădure (Certhia familiaris), aușelul cu cap galben (Regulus regulus) și pitulicile (Phylloscopus).
Este o specie teritorială. Mărimea teritoriului ocupat de o pereche nu este bine studiat, dar este posibil mic, cu o rază de circa 100 m în habitatele optime.

## Reproducerea
Este o specie monogamă, perechile formate rămân împreună pe toată viața; membrii unei perechi au fost înregistrate împreună timp de 6 ani. Sezonul de reproducere are loc de la sfârșitul lui martie până la sfârșitul lui iulie, mai târziu în nordul arealului decât în sudul lui.
Mascul în timpul formării perechilor și paradei nupțiale fâlfâie tremurător din aripi, emite strigăte șuierătoare, zboară planat lent aproape de femelă cu aripile și coada complet desfăcute, apoi hrănește repetat în mod ritual femela. 
Cuibul este construit în aprilie numai de femelă, el are forma unei cupe și este făcut aproape în întregime din mușchi, el este căptușit cu puf vegetal, puf de pasăre, lână, păr provenit de la animale (mai ales de cal, cerb, căprioară, iepure), pânză de păianjen și câteva pene sau licheni. Cuibul este amplasat într-o scorbură sau cavitate (de obicei cu intrare foarte îngustă) dintr-un trunchi de copac sau buștean vechi, inclusiv în scorbura abandonată a rozătoarelor sau a ciocănitorilor, uneori într-o gaură sau crăpătură existentă într-un perete de pământ sau dintr-un perete stâncos, în cavitățile din sol, sub pietre, printre rădăcinile unui copac căzut sau într-o galerie de șoarece (Muridae). Cuiburile amplasate pe sol sunt de multe ori devastate de către prădători sau inundate de precipitații abundente, caz în care este depusă o pontă de înlocuire. Scorburile din copaci nu sunt de obicei săpate de pereche, dar pot fi lărgite, mai rar perechea poate să sape singură găuri în copacii putreziți. Acceptă cu ușurință și locurile de cuibărit apropiate de om, precum streașina cabanelor montane. Cuiburile artificiale sunt folosite ocazional.

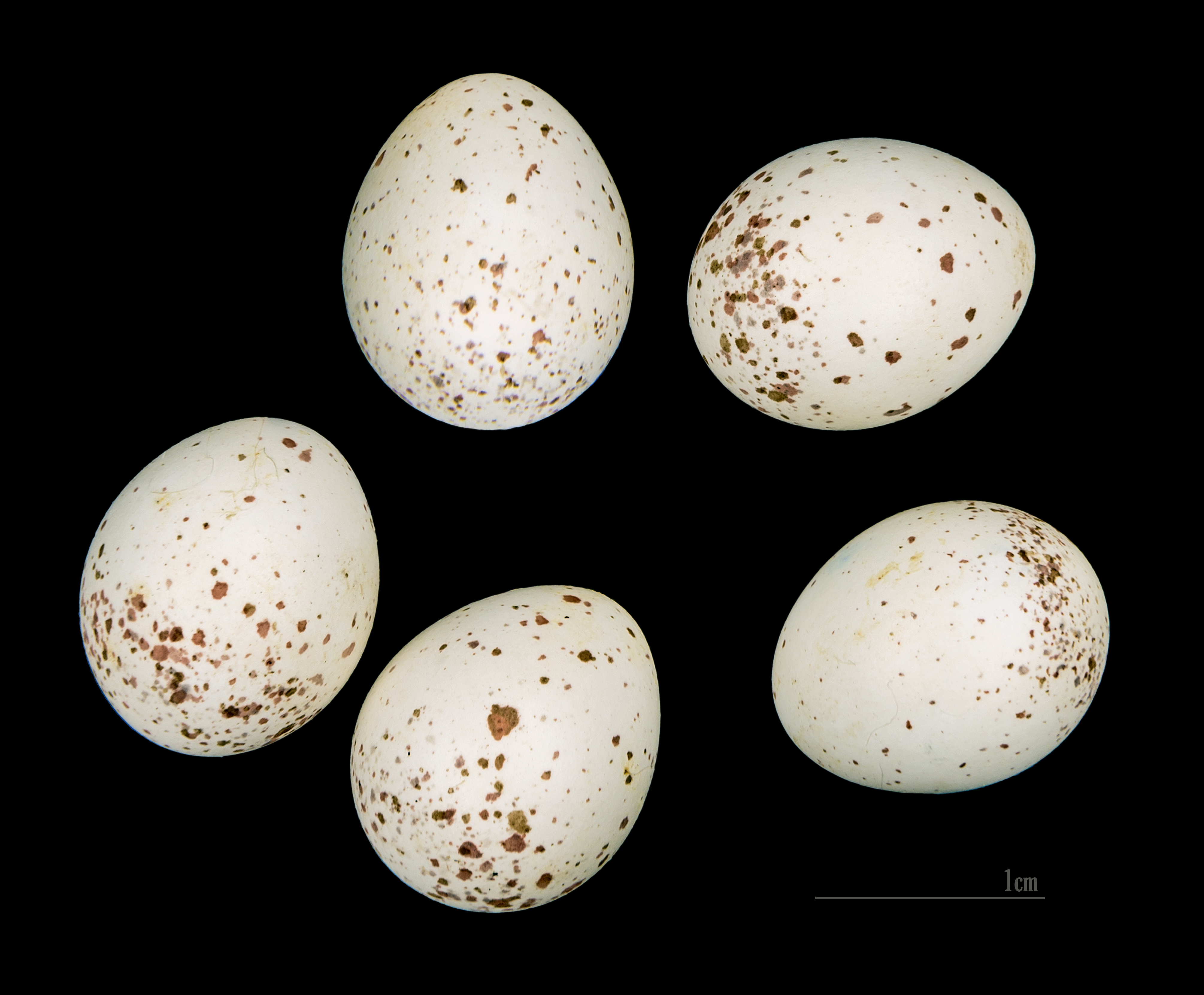
Ouăle pițigoiului de brădet

Adesea depune depune două ponte într-un sezon de reproducere (rareori în pădurile de foioase), uneori trei ponte, dar numai una în Corsica și nordul Africii. Prima ponta constă din 5-13 ouă, în general mai puține în vestul regiunilor mediteraneene, în sudul și sud-estul Asiei și Japonia, a doua pontă este mai mică (6-9 ouă). Ouăle sunt albe cu pete roșcate ruginii. În România prima pontă o depune spre sfârșitul lunii aprilie - începutul lunii mai, în funcție de altitudine, fiind formată din 7-9 ouă, rareori mai multe și de obicei, scoate două serii de pui pe an. Femela clocește singură aproximativ 14-18 zile. În timpul clocitului masculul îi aduce permanent hrană femelei, care nu pleacă din cuib. Masculul păzește în același timp și teritoriul cuibului.
După eclozare, puii sunt hrăniți la cuib de ambii părinți. În primele zile femela acoperă sub aripi puii, care-și deschid ochii după 7-8 zile de la apariție. Ei rămân în cuib 18-22 de zile, în Japonia uneori mai puțin (circa 16 zile). Puii capabili să zboare care recent au părăsit cuibul rămân împreună în vegetația deasă din apropierea cuibului, continuând câteva zile (în medie 12-14 zile) după aceasta să cerșească hrană de la adulti.
Succesul reproductiv este în general mare: în studiile din Germania, Corsica și Turcia, proporțiile puilor capabili să zboare în procente față de ouăle depuse au fost de 88,5% în pădurile de molid, 82% (din prima pontă) și 87% (din a doua pontă) în plantațiile de zadă, 73% în pădurile de cedru, 57% în pădurile de stejar verde (Quercus ilex), 78% în pădurile mixte. Proporțiile puilor capabili să zboare în procente față de puii eclozați au fost de 98% (din prima pontă) și 99% (din a doua pontă) în pădurile de pin silvestru (Pinus sylvestris), 92% (din prima pontă) și 100% (din a doua pontă) în pădurile de pin negru (Pinus nigra) și 99% în pădurile de foioase. Mortalitatea puilor din cauze naturale (altele decât prădarea) este mică în comparație cu cea a puilor pițigoiului mare (Parus major) și pițigoiului albastru (Cyanistes caeruleus). 
Atinge în libertate longevitatea maximă de 9 ani și 5 luni. Ajunge la maturitate sexuală la vârsta de un an.

## Deplasări sezoniere
Pițigoiul de brădet este sedentar sau efectuează deplasări altitudinale pe distanțe scurte în sudul și vestul arealului. Populațiile din nordul și estul arealului se deplasează pe distanțe mai lungi, uneori sub formă de invazii.
În insulele Britanice se deplasează pe distanțe scurte, cu foarte puține recuperări ale păsărilor inelate la peste 20 km (majoritatea sunt recuperate la mai puțin de jumătate din această distanță). Adulții din Scandinavia și centrul Europei sunt în principal sedentari, dar juvenilii migrează în mod regulat spre sud sau sud-vest de la sfârșitul lui august până la începutul lui noiembrie, mai ales în sudul Franței și nordul Italiei. În anii în care producția de semințe este săracă sau nulă, de obicei de la sfârșitului lui august până la începutul lui octombrie, aceste deplasări spre sud devin mult mai ample, adesea atrăgând numeroase cârduri mari totalizând mii de indivizi (de ex., 35.000 la observatorul Hanko Bird din sudul Finlandei și peste 18.700 la Falsterbo din sudul Suediei). Studiile păsărilor inelate arată că cârdurile implicate în aceste deplasări pot parcurge până la 60 km pe zi și pot coincide cu deplasările similare pe scară largă ale pițigoiului de munte (Poecile montanus) și pițigoiului codat (Aegithalos caudatus). În anii în care au loc invaziile speciei unii indivizi ajung la coastele sudice și estice ale insulelor Britanice și, în mod excepțional, în nord-estul Spaniei și Maroc. Se întorc la locurile cuibărit, de obicei, în aprilie-mai, uneori în iunie.
În vestul Rusiei în unii ani pot părăsi complet locurile de cuibărit și pot fi prezenți peste tot (inclusiv în părțile nordice) în alți ani. Un număr mic se deplasează și spre nord toamna în nordul pădurilor din taiga și la marginile tundrei de pe țărmurile Oceanului Arctic și peninsulei Taimîr, de ex. un exemplar inelat în Kaliningrad (vestul Rusiei) în octombrie a fost recuperat la 2000 km la est în aprilie, anul următor. Deplasări similare au loc în apropierea Vladivostokului, din sud-estul Rusiei, unii indivizi sunt prezenți pe tot parcursul anului, iar un număr mic se deplasează spre sud în octombrie-noiembrie și se întorc de la mijlocul lui martie până în mai.
În nord-estul Chinei se întâlnesc regulat migranți în pasajul de toamnă în Beidaihe în octombrie-noiembrie. Indivizii subspeciei nominate în Coreea și subspeciei insularis în Japonia sunt în principal migranți altitudinali, dar subspecia insularis este de obicei absentă în Hokkaido (nordul Japoniei) în timpul iernii, însă este mai numeroasă în Honshu și cel puțin un vizitator ocazional în nord-estul coastei Chinei și Taivanului. Subspecia aemodius este un migrant altitudinal sezonier în Himalaia. În Israel apare accidental în timpul vagabondajului.
În România este o pasăre sedentară, însă pot exista totuși deplasări populaționale sezoniere. Astfel, toamna sau iarna unele exemplare vagabondează, deplasându-se la altitudini mai joase, sau în zonele cu surse trofice abundente, putând ajunge până în regiunile de câmpie, și poate fi văzut în stoluri mixte, alături de alte specii de pițigoi. Dombrowski mențonează că pițigoiul de brădet se întâlnește, în fiecare toamnă regulat, primăvara mai puțin, și la șes, acolo unde se găsesc grădini sau parcuri cu conifere.
În Republica Moldova apare accidental iarna sau toamnă în timpul vagabondajului.

## Statutul și conservarea
Specia nu este amenințată cu dispariția la nivel global (LC după criteriile IUCN).
Este comună sau destul de numeroasă în cea mai mare parte a arealului; comună în unele locuri din nordul Myanmarului, și neobișnuită sau rară în Turkmenistan, Mongolia și sud-estul Chinei. A fost observată recent că cuibărește în nordul Siriei. În sud-vestul Iranului subspecia phaeonotus este foarte rare sau probabil dispărută și nu a mai fost văzută de când a fost descoperită inițial, în 1870.
În Europa, populația cuibăritoare este estimată la 15.900.000-28.800.000 de perechi, ceea ce echivalează cu 31.800.000-57.500.000 indivizi maturi. Europa formează circa 35% din arealul global, astfel că o estimare preliminară a mărimii populației globale este de 90.850.000-164.290.000 indivizi maturi, dar este necesară o validarea ulterioară a acestei estimări.
În România cuibăresc între 1.000.000 și 2.000.000 de perechi, populația speciei fiind considerată a fi stabilă.
Densitățile în teritoriile de reproducere sunt variabile, în funcție de habitat și, uneori, de abundența cuiburilor artificiale; există densități până la 50 de perechi/km² în plantațiile de pin silvestru din estul Angliei, de două ori mai mari decât în habitatul optim din alte părți ale Europei; în centrul Siberiei se întâlnesc densități de 124-138 păsări/km² în pădurile de pin.
Au avut loc unele extinderi ale arealului în nord-vestul Europei în secolul XX, în principal în vestul Scoției (în insulele Outer Hebrides), vestul Irlandei, în insulele Scilly, insulele Canalului Mânecii și vestul Franței; în același timp a crescut numeric în Marea Britanie, Belgia, Olanda și Ungaria, în principal ca urmare a creșterii pe scară largă a plantațiilor forestiere comerciale. În sudul Germaniei, a avut loc un declin numeric mic în pădurile de molid din munții Harz datorită reducerii pe scară largă a afidelor și păianjenelor cauzată de poluarea industrială și ploile acide.
Se estimează că populația fluctuează pe baza înregistrărilor trendurilor regionale din ultimii ani. Populația europeană a înregistrat un declin moderat între 1980 și 2013 (EBCC 2015).
Principale amenințări sunt modificarea, fragmentarea și pierderea habitatului, managementul defectuos al pădurii și poluarea.
Populația estimată europeană de perechi cuibăritoare.
| Țara (sau teritoriul) | Populația estimată (perechi cuibăritoare) | Anul estimării |
| --------------------- | ----------------------------------------- | -------------- |
| Albania               | 3.000-6.000                               | 2002-2012      |
| Andorra               | 10.000-20.000                             | 1999-2001      |
| Armenia               | 3.000-7.000                               | 2002-2012      |
| Austria               | 800.000-1.100.000                         | 2001-2012      |
| Azerbaidjan           | 20.000-100.000                            | 1996-2000      |
| Bielorusia            | 50.000-100.000                            | 2001-2012      |
| Belgia                | 10.000-50.000                             | 2008-2012      |
| Bosnia și Herțegovina | 300.000-400.000                           | 2010-2014      |
| Bulgaria              | 300.000-600.000                           | 2005-2012      |
| Croația               | 400.000-600.000                           | 2014           |
| Cipru                 | 30.000-60.000                             | 2006-2012      |
| Cehia                 | 500.000-1.000.000                         | 2012           |
| Danemarca             | 90.000                                    | 2011           |
| Estonia               | 15.000-25.000                             | 2008-2012      |
| Finlanda              | 48.000-82.000                             | 2006-2012      |
| Franța                | 500.000-800.000                           | 2008-2012      |
| Georgia               | Prezent                                   |                |
| Germania              | 1.150.000-2.000.000                       | 2005-2009      |
| Grecia                | 340.000-600.000                           | 2007-2013      |
| Ungaria               | 10.300-26.000                             | 2000-2012      |
| Irlanda               | 560.550-1.993.240                         | 2006-2011      |
| Italia                | 1.000.000-2.000.000                       | 2011           |
| Kosovo                | 15.000-25.000                             | 2009-2014      |
| Letonia               | 50.598-109.828                            | 2012           |
| Liechtenstein         | 1.500-2.500                               | 2009-2014      |
| Lituania              | 50.000-100.000                            | 2008-2012      |
| Luxemburg             | 8.000-12.000                              | 2008-2012      |
| Macedonia             | 30.000-150.000                            | 2001-2012      |
| Muntenegru            | 70.000-100.000                            | 2002-2012      |
| Olanda                | 27.477-36.636                             | 2008-2011      |
| Norvegia              | 50.000-225.000                            | 2013           |
| Polonia               | 760.000-960.000                           | 2008-2012      |
| Portugalia            | 100.000-500.000                           | 2008-2012      |
| România               | 1.000.000-2.000.000                       | 2010-2013      |
| Rusia                 | 1.800.000-4.000.000                       | 2000-2008      |
| Serbia                | 95.000-140.000                            | 2008-2012      |
| Slovacia              | 300.000-550.000                           | 2012           |
| Slovenia              | 350.000-480.000                           | 2002-2012      |
| Spania                | 2.690.000-3.655.000                       | 2004-2006      |
| Suedia                | 250.000-573.000                           | 2008-2012      |
| Elveția               | 500.000-800.000                           | 2008-2012      |
| Turcia                | 750.000-1.800.000                         | 2013           |
| Ucraina               | 85.000-115.000                            | 2000           |
| Marea Britanie        | 760.000                                   | 2009           |
| Uniunea Europeană     | 11.700.000-20.200.000                     |                |
| Europa                | 15.900.000-28.800.000                     |                |